# メイプルシェイド・レコード
メイプルシェイド・レコード（英: Mapleshade Records）は、1990年にアメリカ合衆国メリーランド州アッパー・マールボロでピエール・スプレイによって設立されたアメリカのジャズ・レコード会社、インディペンデント・レコード・レーベル。

## 概要
メイプルシェイドのカタログには、ボビー・バトル、ゲイリー・バーツ、ウォルター・デイヴィス、クリフォード・ジョーダン、フランク・キンブロウ、ノリス・ターニーが含まれている。エレクトロニクス愛好家であるスプレイは、自宅に機材を組んだレコーディング・スタジオを持っている。かつて、ハミエット・ブルイエットとラリー・ウィリスは、この会社のアーティストでありつつ、宣伝マン (A&R)を務めていた。両ミュージシャンは、レーベルのためにリーダーとしてアルバムを録音した。
ジャズ・レコーディングでキャリアを積む前、スプレイはペンタゴンでシステム・アナリストとして働き、A-10や軽量戦闘機計画の提案を手伝っていた。
姉妹レーベルであるワイルドチャイルド・レコードは、1995年に設立された。後年、レーベルはR&Bとブルースに分岐していった。

## 所属名簿
| - スティーヴ・アブシャイア (Steve Abshire) - ダグラス・アランブルック (Douglas Allanbrook) - オキーレマ・アサンテ (Okyerema Asante) - ゲイリー・バーツ (Gary Bartz) - ボビー・バトル (Bobby Battle) - キーター・ベッツ (Keter Betts) - ハミエット・ブルイエット (Hamiet Bluiett) - ウォルター・デイヴィス・ジュニア (Walter Davis Jr.) - アーチー・エドワーズ (Archie Edwards) | - フランク・フォスター (Frank Foster) - ジョン・ヒックス (John Hicks) - シャーリー・ホーン (Shirley Horn) - クリフォード・ジョーダン (Clifford Jordan) - フランク・キンブロウ (Frank Kimbrough) - ダニー・クニスリー (Danny Knicely) - コンスウェラ・リー (Consuela Lee) - ポール・マーフィー (Paul Murphy) - テッド・ナッシュ (Ted Nash) | - ボブ・ノーザン (Bob Northern) - ジョン・パーセル (John Purcell) - タオ・ラスポリ (Tao Ruspoli) - ガリ・サンチェス (Gali Sanchez) - ケンドラ・シャンク (Kendra Shank) - ウォーレン・スミス (Warren Smith) - サニー・サンパー (Sunny Sumper) - ノリス・ターニー (Norris Turney) - チャールズ・ウィリアムス (Charles Williams) - ラリー・ウィリス (Larry Willis) |